# X射线光学
X射线光学是光學中的一個分支，以X射线為研究的對象。主要探討對X射线束的聚焦以及其他處理方式，例如X光繞射、X射线晶体学、X射线荧光光谱仪、小角度X射線散射、X光顯微鏡、X光等相位影像以及X射线天文学。
X射线和可見光都是電磁輻射，在空間中以相同的方式傳播，不過因為X射线的頻率較高，其光子能量也較高，因此和物質的交互作用會和可見光差很多。可見光很容易用透镜和鏡進行轉向，但所有材料X射线折射率的實部都很接近1，因此會穿透材料，最後被吸收，真正轉向的X射线比例不高。

## X光技術
有許多不同變更X光方向的技術，不過大部份只能進行微小的角度改變。最常用的是掠入射角（grazing incidence）的反射，可能是非常小角度的全外反射，或是用多層鍍膜。其他使用的原理有區域板形式的衍射和干涉、複合折射透鏡的折射，利用透鏡數量來補償很小的折射率，以及在平坦晶体或彎曲晶體晶面進行的布拉格反射。
X光束會用針孔或是移動的裂隙準直（使其直徑減小），設備材料會用鎢或是其他高原子序材料製成。可以用单色器選擇X光光譜中較窄的區域，单色器是以晶體的一個或多個布拉格反射為基礎。X光光譜也可以用滤光器進行處理，多半會減少頻譜中低能量的區域，也可能包括超過濾波器化學元素吸收限的區域。

## 外部連結
- 维基共享资源上的相關多媒體資源：X射线光学
- Arndt Last. .   [19 November 2019].